# La Promenade Vernet
La Promenade Vernet est un long passage du Salon de 1767 de Denis Diderot, consacré à des œuvres de Joseph Vernet. Identifiée et distinguée comme telle sous ce titre par Diderot lui-même, la Promenade Vernet est souvent commentée distinctement du reste du Salon de 1767. Son unité, ses qualités littéraires et son intérêt esthétique et philosophique en font une œuvre majeure de l'écrivain.
Diderot décrit une longue promenade qu'il aurait effectuée dans la nature, accompagné d’un abbé et de quelques élèves de celui-ci, s'attardant sur des paysages successifs qu'ils sont censés traverser. Il révèle finalement que cette promenade est imaginaire, chaque étape correspondant en fait à un tableau de Vernet. Sur les sept tableaux, signalés collectivement dans le catalogue du Salon sous le no 39, quatre seulement sont arrivés jusqu'à nous :
- La Source abondante, premier site (en ligne) ;
- Les Occupations du rivage, quatrième site (en ligne) ;
- Le Fanal exhaussé, cinquième site (en ligne) ;
- Marine, sixième site (peut-être celle-ci).

Le texte ne perd rien à ne pas avoir le tableau sous les yeux, tant les descriptions sont précises et les évocations puissantes.

## Éditions
- Pierre Chartier, Regrets sur ma vieille robe de chambre suivi de la promenade Vernet, Le livre de Poche.